# Henri Serruysziekenhuis
Het Henri Serruysziekenhuis is een ziekenhuis dat sinds november 2023 deel uitmaakt van het fusieziekenhuis AZ Oostende in de Belgische stad Oostende, onder de naam AZ Oostende - Serruys.

## Geschiedenis
Het ziekenhuis behoorde eertijds toe aan de Zwartzusters en heette toen Sint-Janshospitaal. In 1829 werd het een burgerlijk ziekenhuis, later genoemd naar de liberale burgemeester Henri Serruys (1888-1952).

### Fusies
In 2007 en 2008 was er al even sprake van een fusie tussen de Oostendse ziekenhuizen, want het Henri Serruysziekenhuis ging gesprekken aan met AZ Damiaan, zelf ontstaan in 1999 als fusie van het algemeen ziekenhuis Heilig Hart en het algemeen ziekenhuis Sint-Jozef. Omdat men het niet eens raakte over het aantal bedden en men ook vreesde voor een sociaal bloedbad, sprongen de gesprekken af.
Daarop ging het Henri Serruysziekenhuis gesprekken aan met het Brugse AZ Sint-Jan, wat resulteerde in een eerste fusie, ingegaan op 1 januari 2009 onder de naam "AZ Sint-Jan Brugge-Oostende AV". Het Henri Serruysziekenhuis, bleef behouden als campus van dit fusieziekenhuis.
Na een defusie met het Brugse ziekenhuis maakt het sinds november 2023 samen met het Oostendse AZ Damiaan deel uit van het nieuwe fusieziekenhuis AZ Oostende.